# Narciso Mina
Narciso Mina Villalba (San Lorenzo, Esmeraldas, Ecuador; 25 de noviembre de 1983) es un exfutbolista ecuatoriano que jugaba en la posición de delantero y su último equipo fue Everest de la segunda categoría de Ecuador.

## Trayectoria
Arrinton Narciso Mina Villalba, realizó todas las formativas en Deportivo Cuenca luego fue traspasado a Liga de Cuenca en 2004, finalmente en 2005 regresa a Deportivo Cuenca, debutando en el fútbol profesional en ese mismo año con la camiseta del Deportivo Cuenca. de jugar con el cuadro "morlaco", fue transferido a Liga de Loja en el 2006 donde estuvo hasta finales de 2007.

### Manta
En 2008 tuvo uno de sus mejores años cuando pasa al Manta Fútbol Club, equipo con el que queda campeón la Serie B de Ecuador consagrándose como goleador absoluto con 25 goles anotados y cuajando una gran temporada.

### Barcelona
En el 2009 es contratado por el Barcelona en ese anotó varios goles, haciendo dupla con Pablo Palacios o Juan Samudio. Luego de la mala campaña que realizó el cuadro torero Narciso decidió no renovar su contrato. En diciembre del 2009 pasa al Club Atlético Huracán, equipo argentino que consiguió el subcampeonato en el Clausura 2009, porque el jugador quemero Leandro Benegas sufrió un problema cardíaco donde recibió la mala noticia de no poder jugar al fútbol por un largo tiempo. Por ese motivo, la AFA le otorgó un cupo más para un delantero a Huracán que no dudó en buscar a Narciso Mina.
Luego de su paso por Argentina es traspasado al FC Chernomorets Odessa donde no brillo como se esperaba, retornando rápidamente a Ecuador nuevamente contratado a mediados del 2010 por el Manta Fútbol Club, equipo donde tuvo una irregular campaña. En el año 2011 es traspasado al club Independiente José Terán, en el cual realiza una excelente campaña finalizando el campeonato como goleador de la Serie A de Ecuador con 30 goles, siendo figura determinante para que el equipo de Sangolquí mantenga la categoría. Barcelona de la ciudad de Guayaquil, nuevamente lo contrata como su principal delantero para la temporada 2012, donde cumple una auspiciosa campaña habiendo cumplido su promesa de inicios de temporada de anotar más de 30 goles, convirtiéndose en el máximo anotador en una sola temporada en la historia del club y cerrando el año como el bí-goleador del torneo ecuatoriano, además de conseguir el Campeonato Ecuatoriano de Fútbol 2012 con Barcelona.
Para la temporada 2013 es fichado por el Club América de México.

### Club América
El Club América es el primer equipo mexicano en el que jugaría Mina; su primer encuentro lo disputa vistiendo el dorsal 7 del Club América contra el San Luis. Consideró su transferencia como importante para el club y lo aseguró con las siguientes palabras:

Vine con el deseo de hacer historia eso es lo que el quiere. Vengo a tratar, como 'Chucho' de ser goleador, tratar de conseguir cosas importantes y tratar de dar un título. Tener a 'Chucho' creo que puede ayudar bastante, lo conozco, sabemos cómo se juega en Ecuador y creo que puede ayudar. Soy un jugador de área, me gusta mucho moverme ahí, así que creo que podemos concretar muchos goles"

.
El 26 de mayo del 2013 es campeón el Club América y con ello Mina. A partir del Apertura 2013 y tras la salida de Chucho Benítez, jugaría como titular en algunos partidos en la delantera americanista; sin embargo tras malas actuaciones en los encuentros terminó siendo relevado por Luis Gabriel Rey. De nuevo el Club América consiguió llegar a la final y Narciso Mina formó parte de la plantilla titular, en donde tras un cúmulo de errores salió de cambio abucheado por la afición, lo que llevaría a que saliese del Club América.
Para el 2014 se integró al Atlante FC también de México.

### Atlante FC
Para el Clausura 2014 es fichado por el Atlante FC, el club pago un millón de dólares por la carta completa del jugador[cita requerida], en el cual buscaría una revancha personal después del pésimo momento que pasó en el Club América; sin embargo, tras algunos partidos y múltiples errores frente a la portería, acabó siendo relegado a la banca de donde no saldría en todo el torneo. Luego jugó 1 torneo en el Ascenso y con ello terminó su contrato con el club.
En Atlante jugó con su compatriota Michael Arroyo con quien fue campeón en Ecuador, pero después del mundial de Brasil 2014 Michael Arroyo fue vendido al Club América.

### Liga de Quito
En 2015, después de su liberación con Atlante, llegó a Liga de Quito, equipo en el cual se convirtió en su máximo anotador en la temporada, sin que durante el segundo semestre del año haya tenido regularidad en el equipo.

## Selección nacional
Narciso Mina formó parte del equipo ecuatoriano que jugó la Copa América 2011. Ha sido convocado para la mayoría de partidos de las Eliminatorias Sudamericanas Brasil 2014. El 15 de agosto de 2012 marco su primer gol con la camiseta de la tricolor, en un amistoso contra la Selección Chile jugado en Nueva Jersey.

### Participaciones en Eliminatorias
| N.º | Eliminatorias     | Sede            | Resultado   |
| --- | ----------------- | --------------- | ----------- |
| 1   | Eliminatoria 2014 | América del Sur | Clasificado |

### Participaciones en Copa América
| N.º | Copa              | Sede      | Resultado    | Partidos | Goles |
| --- | ----------------- | --------- | ------------ | -------- | ----- |
| 1   | Copa América 2011 | Argentina | Primera fase | 1        | 0     |

## Clubes
| Club                   | País      | Año         |
| ---------------------- | --------- | ----------- |
| Deportivo Cuenca       | Ecuador   | 2002 - 2003 |
| Liga de Cuenca         | Ecuador   | 2004        |
| Deportivo Cuenca       | Ecuador   | 2005        |
| Liga de Loja           | Ecuador   | 2006 - 2007 |
| Deportivo Azogues      | Ecuador   | 2008        |
| Manta F.C.             | Ecuador   | 2008        |
| Barcelona              | Ecuador   | 2009        |
| Chernomorets           | Ucrania   | 2010        |
| Huaquillas Fútbol Club | Ecuador   | 2010        |
| Manta F.C.             | Ecuador   | 2010        |
| Independiente          | Ecuador   | 2011        |
| Barcelona              | Ecuador   | 2012        |
| América                | México    | 2013 - 2014 |
| Atlante                | México    | 2014        |
| Liga de Quito          | Ecuador   | 2015        |
| San Martín (SJ)        | Argentina | 2016        |
| Mushuc Runa            | Ecuador   | 2016        |
| Clan Juvenil           | Ecuador   | 2017        |
| Santa rita             | Ecuador   | 2018 - 2019 |
| Everest                | Ecuador   | 2019        |

### Estadísticas
| Club                        | Temporada | Liga  | Liga  | Copa Sudamericana | Copa Sudamericana | Copa Nacional | Copa Nacional | Total | Total |
| Club                        | Temporada | Part. | Goles | Part.             | Goles             | Part.         | Goles         | Part. | Goles |
| --------------------------- | --------- | ----- | ----- | ----------------- | ----------------- | ------------- | ------------- | ----- | ----- |
| Deportivo Cuenca · Ecuador  | 2002-2003 | 21    | 4     | -                 | -                 | -             | -             | 21    | 4     |
| Liga de Cuenca · Ecuador    | 2004      | 19    | 26    | -                 | -                 | -             | -             | 19    | 26    |
| Deportivo Cuenca · Ecuador  | 2005      | 13    | 0     | -                 | -                 | -             | -             | 13    | 0     |
| LDU Loja · Ecuador          | 2006-2007 | 58    | 14    | -                 | -                 | -             | -             | 58    | 14    |
| Deportivo Azogues · Ecuador | 2008      | 1     | 0     | -                 | -                 | -             | -             | 1     | 0     |
| Manta F.C. · Ecuador        | 2008      | 38    | 25    | -                 | -                 | -             | -             | 38    | 25    |
| Barcelona · Ecuador         | 2009      | 27    | 6     | -                 | -                 | -             | -             | 27    | 6     |
| Chernomorets · Ucrania      | 2010      | 11    | 0     | -                 | -                 | -             | -             | 11    | 0     |
| Huaquillas · Ecuador        | 2010      | 7     | 4     | -                 | -                 | -             | -             | 7     | 4     |
| Manta F.C. · Ecuador        | 2010      | 21    | 1     | -                 | -                 | -             | -             | 21    | 1     |
| Independiente · Ecuador     | 2011      | 37    | 28    | -                 | -                 | -             | -             | 37    | 28    |
| Barcelona · Ecuador         | 2012      | 43    | 30    | 6                 | 1                 | -             | -             | 49    | 31    |
| América · México            | 2013-2014 | 28    | 5     | -                 | -                 | 8             | 8             | 36    | 13    |
| Atlante · México            | 2014      | 18    | 4     | -                 | -                 | 4             | 2             | 22    | 6     |
| LDU Quito · Ecuador         | 2015      | 33    | 14    | 3                 | 1                 | -             | -             | 36    | 15    |
| San Martín (SJ) Argentina   | 2016      | 11    | 2     | -                 | -                 | -             | -             | 11    | 2     |
| Mushuc Runa Ecuador         | 2016      | 12    | 2     |                   |                   |               |               | 12    | 2     |
| Clan Juvenil                | 2017      | 26    | 2     |                   |                   |               |               | 26    | 2     |
|                             | Total     | 380   | 162   | 9                 | 2                 | 12            | 10            | 396   | 173   |

## Palmarés

### Campeonatos nacionales
| N.º | Título                     | Club              | País    | Año  |
| --- | -------------------------- | ----------------- | ------- | ---- |
| 1   | Serie B de Ecuador         | Manta Fútbol Club | Ecuador | 2008 |
| 2   | Campeonato Nacional        | Barcelona         | Ecuador | 2012 |
| 3   | Primera División de México | América           | México  | 2013 |

### Distinciones individuales
| N.º | Distinción                                              | Otorgada por | Año  |
| --- | ------------------------------------------------------- | ------------ | ---- |
| 1   | Máximo Goleador (Serie B)                               | FEF          | 2008 |
| 2   | Máximo Goleador (Serie A)                               | FEF          | 2011 |
| 3   | Mejor Delantero                                         | AER          | 2011 |
| 4   | Spencer de Oro*                                         | FEF          | 2011 |
| 5   | Mejor jugador de la Temporada 2011                      | AER          | 2011 |
| 6   | Máximo Goleador (Serie A)                               | FEF          | 2012 |
| 7   | Incluido en el 11 Ideal del Campeonato Ecuatoriano 2012 | AFE          | 2012 |
| 8   | Goleador histórico de Barcelona en una Temporada        | BSC          | 2012 |
| 9   | Entre los 10 mejores goleadores del mundo               | IFFHS        | 2012 |
| 10  | Mejor Delantero de Ecuador                              | AER          | 2012 |
| 11  | Goleador del Copa México Clausura 2013                  | FMF          | 2013 |